# Henryk Wieliczko

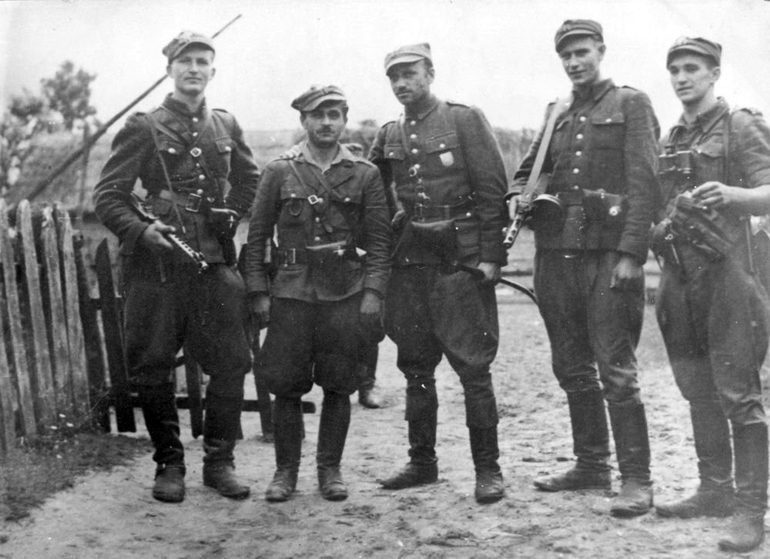
Żołnierze V Wileńskiej Brygady AK. Stoją od lewej: ppor. Henryk Wieliczko „Lufa”, por. Marian Pluciński „Mścisław”, mjr Zygmunt Szendzielarz „Łupaszka”, wachm. Jerzy Lejkowski „Szpagat”, por. Zdzisław Badocha „Żelazny”

Henryk Wieliczko ps. Lufa (ur. 18 sierpnia 1926 w Wilnie, stracony 14 marca 1949 w Lublinie) – żołnierz AK, podporucznik, dowódca 4. szwadronu 5. Wileńskiej Brygady AK, po 1944 żołnierz zbrojnego antykomunistycznego podziemia niepodległościowego.

## Życiorys
Od września 1943 partyzant oddziału AK kpt. Wincentego Mroczkowskiego „Zapory” utworzonego z niedobitków rozbitego przez sowiecką partyzantkę oddziału por. Antoniego Burzyńskiego „Kmicica”. Po utworzeniu jesienią 1943 5 Brygady Wileńskiej AK wstąpił w jej szeregi. Brał udział w bitwie z Niemcami pod Worzianami 31 stycznia 1944 i z partyzantką sowiecką pod Radziuszami 2 dni potem. Po rozwiązaniu Brygady pod Porzeczem na Grodzieńszczyźnie 23 lipca 1944 usiłował przedostać się do Puszczy Augustowskiej, gdzie dowódca mjr Zygmunt Szendzielarz „Łupaszka” wyznaczył kolejną koncentrację. Po drodze został jednak przymusowo wcielony do LWP (do 6 batalionu zapasowego 2 Armii WP). Zdezerterował natychmiast po wcieleniu do wojska, po czym udało mu się dotrzeć do mjr „Łupaszki”.
W 1945 walczył w 5 Brygadzie Wileńskiej AK na Białostocczyźnie jako szeregowy, następnie krótko jako dowódca drużyny w stopniu wachmistrza. 15 sierpnia 1945 odznaczony Krzyżem Walecznych. Na początku stycznia 1946 został włączony przez mjr „Łupaszkę” do zespołu dywersyjnego. 11 stycznia 1946 wraz z Jerzym Lejkowskim „Szpagatem” zatrzymał pod Koszalinem pociąg pocztowy, rekwirując 102 tysiące zł i wystawiając pokwitowanie z podpisem mjr „Łupaszki”. W lutym 1946 został ranny w plecy w przypadkowej strzelaninie między awanturującymi się marynarzami w Gdańsku, wskutek czego przez miesiąc przebywał w szpitalu.
W kwietniu 1946 jako podporucznik został mianowany dowódcą 4 szwadronu Brygady. 8 maja 1946 w Karsinie na czele swojego szwadronu rozbroił posterunek MO, posterunek SOK i rozbijając urząd gminny i spółdzielnię Samopomocy Chłopskiej; zatrzymał i rozstrzelał dwóch członków PPR współpracujących z UB (Franciszka Platę i Józefa Machuta). 3 dni później stoczył potyczkę z UB, MO i WP w Bartlu Wielkim, w której zginął 1 funkcjonariusz PUBP w Starogardzie, a 4 zostało rannych. 2 czerwca rozbroił posterunek MO w Mikołajkach Pomorskich, a 6 dni później posterunek MO i urząd gminny w Miłomłynie. Wkrótce na koncentracji otrzymał od mjr „Łupaszki” zadanie rozpoznania zachodniej części Mazur. 25 czerwca 1946 zlikwidował funkcjonariusza PUBP w Nidzicy Zbysława Ulricha, 2 dni później innego funkcjonariusza tego urzędu, Andrzeja Rzeczkowskiego.
29 lipca 1946 w miejscowości Grupa k. Świecia zastrzelił sekretarza Komitetu Gminnego PPR Jana Kamińskiego będącego współpracownikiem UB. 29 sierpnia w Jerzwałdzie ukarał chłostą miejscowych członków PPR. 7 września zatrzymał wojskowy samochód ciężarowy, który skonfiskował, rozbrajając żołnierzy. 19 września w Ruciane-Nida zlikwidował dwóch funkcjonariuszy PUBP w Piszu, Stanisława Łochaczewskiego i Edmunda Płońskiego oraz rozbroił posterunek MO w Świętajnie i przeprowadził rekwizycję w spółdzielni. 28 października 1946 rozbroił posterunki MO w Rozogach i Lipowcu, rozbił urząd gminy i dokonał rekwizycji w spółdzielni, po czym rozbił grupę operacyjną Komendy Powiatowej MO w Szczytnie, zadając jej straty: 4 zabitych i 8 rannych („Lufa” zastrzelił wówczas komendanta powiatowego MO chor. Kazimierza Jarzębowskiego), jednocześnie jednak tracąc śmiertelnie rannego szofera 4 szwadronu, kpr. Henryka Wojczyńskiego „Mercedesa”.
13 grudnia 1946 we wsi Niemyje-Skłody oddział „Lufy” został otoczony przez grupę operacyjną KBW i UB z Bielska Podlaskiego, która wzięła do niewoli dwóch partyzantów. Po tym wydarzeniu „Lufa” faktycznie zaprzestał aktywnej działalności. 23 czerwca 1948 został wskutek zdrady aresztowany przez UB w Siedlcach i postrzelony w czasie próby ucieczki, wyrokiem Wojskowego Sądu Rejonowego w Lublinie z 24 lutego 1949 skazany w trybie doraźnym na karę śmierci i stracony na zamku w Lublinie.
8 listopada 2007 został pośmiertnie odznaczony przez Prezydenta RP Lecha Kaczyńskiego Krzyżem Komandorskim z Gwiazdą Orderu Odrodzenia Polski.
We wrześniu 2021 roku szczątki zamordowanego przez komunistów żołnierza podziemia antykomunistycznego ppor. Henryka Wieliczki ps. „Lufa”, które zostały odnalezione w kwietniu 2021 na tzw. Lubelskiej Łączce, czyli cmentarzu przy ul. Unickiej w Lublinie zostały zidentyfikowane przez  Instytut Pamięci Narodowej.
29 czerwca 2022 roku szczątki podporucznika Henryka Wieliczki ps. „Lufa” zostały uroczyście pochowane na cmentarzu przy ulicy Lipowej w Lublinie.
18 marca 2023 "Lufa" został patronem 43. Batalionu Lekkiej Piechoty w Braniewie. Decyzją ministra obrony narodowej został również pośmiertnie awansowany na stopień kapitana.